# دنی ورسنوپ
دنیل رابرت "دنی" ورسناپ (به انگلیسی: Daniel Robert "Danny" Worsnop) (زاده ۴ سپتامبر ۱۹۹۰) یک خواننده انگلیسی است. او خواننده گروه ما هارلوت هستیم و خواننده گروه اسکینگ الکزندریا می‌باشد. ورسناپ با گروه‌هایی چون I See Stars, With One Last Breath و Memphis May Fire کار کرده‌است. وی در حال نوشتن یک کتاب و ضبط آلبوم شخصی خود است.

## حرفه موسیقی
۲۰۰۸-حال: اسکینگ الکزندریا
بن بروس، لید گیتاریست و همخوان گروه اسکینگ الکزندریا در اصل گروه خود را در دبی، ایالات متحده عربی در سال ۲۰۰۶ تشکیل داد. گروه در سال ۲۰۰۸ یک آلبوم با نام The Irony of Your Perfection منتشر کردند. بروس بعد از مدتی متوجه شد که وی نمی‌تواند در دبی به موفقیت جهانی برسد. به همین دلیل به انگلستان بازگشت و با اعضای فعلی گروه شروع به کار کرد.
در اوایل گروه شامل شش عضو بود. در همان سال رایان بینز (سینث‌سایزر) گروه را ترک کرد و در ژانویه ۲۰۰۹ جو لنکستر (گیتار بیس) نیز گروه را ترک کرد و بعد مدتی عضو گروه دیگری شد. سم بتلی به عنوان جایگزین لنکستر به گروه اضافه شد.
بروس تصمیم گرفت که اسم اصلی گروه را تغییر ندهد. او در چندین مصاحبه ذکر کرد «خیلی از گروه‌ها واقعاً اسم‌های بدردنخوری دارند. من می‌خواستم متفاوت باشیم. برای همین از اسم الکزندریا استفاده کردم» اما او هیچ وقت دلیل انتخاب «اسکینگ» را ذکر نکرد.

## ۲۰۱۱-حال: ما هارلوت هستیم
ورسناپ در چندین مصاحبه گفته‌است که پروژه‌ای به اسم «هارلوت» دارد.

## ۲۰۱۱-حال: فعالیت سولو
ورسناپ اعلام کرده بود که آلبوم شخصی خود را منتشر خواهد کرد اما از سال ۲۰۱۱ فقط یک آهنگ منتشر کرده‌است. طی اطلائات چندین منبع ورسناپ آلبوم خود را در عید پاک ۲۰۱۴ منتشر می‌کند.

## ۲۰۱۵: جدایی از اسکینگ الکزندریا و بازگشت
در ۲۲ ژانویه سال ۲۰۱۵ ورسناپ در پیج توییترش اعلام کرد:
«به همهٔ دوستان و طرفداران: می‌خواهم اطلاع بدهم که من و اسکینگ الکزندریا به صورت جدا به راهمان ادامه خواهیم داد. طی این ۸ سال اخیر کارهای خوبی را انجام دادیم. من الان، مثل قبل بهترین هارا برای گروه میخوام، که این موفقیت به وجود من برایشان ممکن نیست. اسکینگ الکزندریا به کار خود ادامه خواهد داد و درحال کار کردن بر روی آلبوم جدید خود هستند. من همیشه اسکینگ الکزندریا را دوست خواهم داشت و حمایت خواهم کرد و صبر ندارم تا آیندهٔ این گروه را ببینم. من برای قسمت جدید زندگی ام با گروه We Are Harlot هیجان زده هستم و بزودی میبینمتان.»
در ۲۱ اکتبر ۲۰۱۶، بن بروس، گیتاریست گروه اسکینگ الکزندریا اعلام کرد که ورسناپ به گروه اسکینگ الکزندریا بازگشته است و در حال تهیه کردن آلبوم پنجم گروه هستند.

## سرمایه‌گذاری‌های دیگر
۲۰۱۲-حال: نویسندگی
ورسناپ یک اتوبیوگرافی با نام "آیا من دیوانه هستم؟" نوشته‌است اما هنوز منتشر نشده‌است. طی اطلاعات چندین منبع، ورسناپ دو سال است که در حال کار بر روی این کتاب است و در سال ۲۰۱۵ این کتاب را منتشر خواهد کرد.

## ۲۰۱۳-حال: عکاسی
بنا بر گفته وی در بیوگرافی سایت خود، او به عکاسی هم مشغول است. ورسناپ گفته‌است که تعدادی از کارهای خود را به عنوان خیریه در آینده منتشر خواهد کرد.

## ما هارلوت هستیم
آلبوم‌ها:
- ما هارلوت هستیم (۲۰۱۵)

## اسکینگ الکزندریا
آلبوم‌ها
- بلند شو و فریاد بزن (۲۰۰۹)
- بی پروا و بی‌امان (۲۰۱۱)
- از مرگ تا سرنوشت (۲۰۱۳)

## سینگل‌ها سولو
| Song                                | Year | Album                                        |
| ----------------------------------- | ---- | -------------------------------------------- |
| "Saviour"                           | ۲۰۱۱ | TBA                                          |
| "مرد درون آینه" (مایکل جکسون cover) | ۲۰۱۳ | Thriller: A Metal Tribute to Michael Jackson |
| "I Run To you"                      | ۲۰۱۴ | TBA                                          |

## کارهای دیگر
| Song                  | Year | Album                                                   | Artist               |
| --------------------- | ---- | ------------------------------------------------------- | -------------------- |
| "Wake the Dead"       | ۲۰۱۰ | With One Last Breath EP                                 | With One Last Breath |
| "Automatic Rewind"    | ۲۰۱۰ | Crossroads: 2010                                        | Bizzy Bone           |
| "Frequencies"         | ۲۰۱۱ | Frequencies                                             | Eyes Like Diamonds   |
| "Endless Sky"         | ۲۰۱۲ | Digital Renegade                                        | I See Stars          |
| "The Price Of Beauty" | ۲۰۱۲ | Ending Is the Beginning: The Mitch Lucker Memorial Show | سویساید سایلنس       |
| "Losing Sight"        | ۲۰۱۲ | Challenger                                              | Memphis May Fire     |
| "Sellouts"            | ۲۰۱۴ | Savages                                                 | Breathe Carolina     |
| "Brother"             | ۲۰۱۴ | Watch Me mixtape                                        | رونی رادکی           |